# Maison Margiela
Maison Margiela [mɛzɔ͂  maʀdʒɛlɑ], bis Ende 2014 Maison Martin Margiela, ist ein 1988 von dem belgischen Modedesigner Martin Margiela unter dem Namen Neuf SARL in Paris gegründetes Modeunternehmen.
Unter dem Markennamen Maison Margiela werden über ein eigenes Netzwerk von Boutiquen und den gehobenen Einzelhandel hochpreisige Damen- und Herren-Bekleidung, Accessoires und Schmuck sowie Parfüm angeboten. Das Unternehmen präsentiert zudem seit 2006 im Rahmen der offiziellen Haute Couture Modenschauen in Paris zweimal jährlich handgefertigte Damenmode im obersten Preissegment. Seit 2002 befindet sich das Unternehmen im Besitz der italienischen OTB-Gruppe, und seit Ende 2009 wird es ohne Martin Margiela geführt. Die ursprüngliche Nischenmarke Maison Martin Margiela, die unter der Leitung von DIESEL weltweit expandierte und im Geschäftsjahr 2010 Umsätze von über 75 Millionen Euro verzeichnete, ist bekannt für unkonventionelle Mode mit avantgardistischen und dekonstruktivistischen Einflüssen. Anfang 2015 strich das Unternehmen den Vornamen des Firmengründers aus dem Firmennamen.

## Unternehmen und Marke

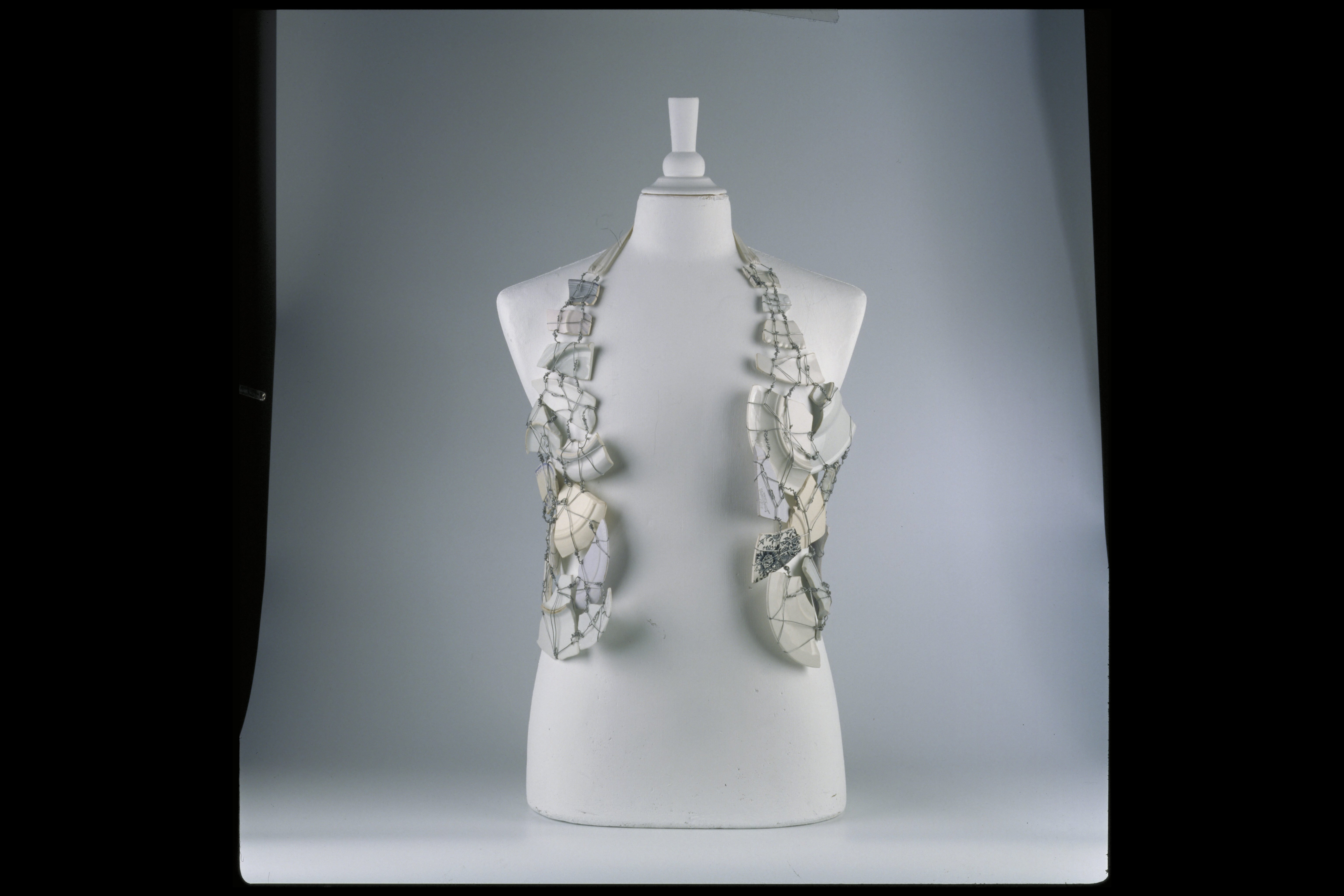
Margiela-Damenweste aus Porzellan-Scherben im Museum Boijmans Van Beuningen

Margiela-Etikett in einer Herrenhose der Kollektion 10

Margiela-Etikett in einem Herrenpullover der Kollektion 10

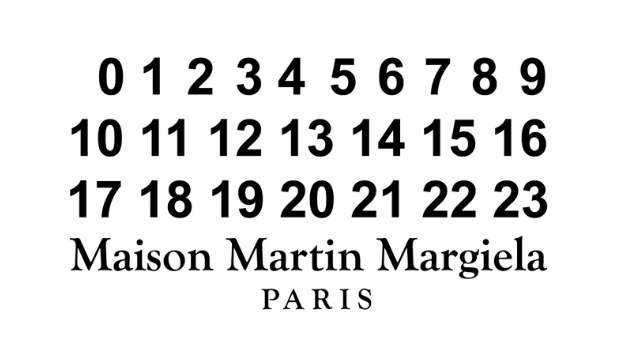
Bis 2015 verwendetes Firmenlogo

1988 gründete Martin Margiela zusammen mit der Brüsseler Einzelhändlerin Jenny Meirens die Marke Maison Martin Margiela als Neuf SARL.
Das Unternehmen machte sich mit avantgardistischer, dekonstruktivistischer Mode einen Namen. Margiela nahm bereits bestehende Schnitte auseinander und setzte sie in unkonventioneller Weise und in eher unüblichen Materialkombinationen wieder zusammen. Elemente, die normalerweise an Kleidung verborgen bleiben sollen, wie Nähte oder das Futter, kehrte er gut sichtbar nach außen und machte sie zum Hauptmerkmal des Kleidungsstücks. Zu den typischen Entwürfen aus den Anfangsjahren von Maison Martin Margiela zählen eine „Damenweste aus Porzellanscherben, T-Shirts aus Plastiktüten oder ein Top aus gebrauchten weißen Lederhandschuhen“. Ein weiteres Markenzeichen der Margiela-Kollektionen sind Schuhe im Tabi-Stil. 1998 wurde erstmals Herren-Mode von Margiela präsentiert. Seit 1994 enthalten die einzelnen Margiela-Modelinien sogenannte Replica-Modelle, die laut eingenähtem Etikett eine originalgetreue „Reproduktion gefundener Kleidungsstücke aus unterschiedlichen Bezugsquellen und Zeiträumen“ (engl. “reproduction of found garments of varying sources and periods”) darstellen.
Die Gesichter der Models, die MMM-Mode auf den Laufstegen präsentierten, bleiben meist verhüllt, bspw. durch Schleier, Strumpfmasken, die eigenen Haare oder Sonnenbrillen. In den Katalogen verdecken Zensurbalken die Gesichter der Models, um die Mode herauszustellen und nicht etwa die Mannequins.
Maison Margiela kennzeichnet die eigenen Produkte mit einem schlichten Etikett aus „Baumwollwäschebändern“, das jeweils an seinen vier Ecken mit weißen Heftfaden-Stichen im Kleidungsstück befestigt ist, welche bei ungefütterten Artikeln von außen sichtbar sind. Margielas ursprüngliche Idee war es, dass Kunden dieses Etikett nach dem Kauf herausschnitten.
Die Mitarbeiter in den Boutiquen, im Design-Studio und im Backstage-Bereich bei Modenschauen tragen weiße Laborkittel, wie es in den Ateliers der großen Couturiers, bspw. Christian Dior, früher gängig war und auch heute teils noch üblich ist. Die Modenschauen für die hochpreisige Mode fanden im Rahmen der Pariser Prêt-à-porter-Schauen bisweilen an unkonventionellen Orten, bis hin zu schäbigen Umgebungen (Baustelle, Metro-Station, Speisesaal der Heilsarmee etc.) statt. Die Boutiquen sind in schlichtem Weiß und Grau gehalten. Ursprünglich hatte Margiela dafür unspektakuläre Locations, wie bspw. ein Wohngebiet in Tokio, ausgewählt und die Adressen der Boutiquen nicht veröffentlicht, um den Kunden etwas Anstrengung abzuverlangen, das Geschäft überhaupt zu finden. Das erste Margiela-Geschäft eröffnete 2000 in Tokio, die erste europäische Boutique wurde 2002 in Brüssel eingeweiht. 2008 eröffnete eine Boutique in einem Kellergeschoss am Rand der Münchener Maximilianstraße. 2010 bestanden weltweit 36 eigene Geschäfte. 2015 waren es über 50 Ladengeschäfte weltweit, darunter Boutiquen, die ausschließlich die MM6-Kollektion führen.
Seit 2002 (seit 2005 zu 100 %) verkaufte Margiela die Firma an die OTB – ‘Only The Brave’ Holding des italienischen Unternehmers Renzo Rosso, zu der u. a. auch die Marken DIESEL, 55DSL, Dsquared² und Viktor & Rolf gehören. Bis auf die Artisanal-Kollektion werden seit der Übernahme alle Artikel von Maison Margiela von der italienischen Produktionsfirma Staff International in Italien („Made in Italy“) gefertigt, welche auch für Dsquared² und Viktor & Rolf sowie in Lizenz für Just Cavalli,
Vivienne Westwood (Herrenkollektion Red Label) und bis Ende 2017 auch für die Herrenkollektion von Marc Jacobs Mode und Accessoires produziert und seit 2000 ebenso zum DIESEL-Konzern gehört. 2004 wurde die neue Firmenzentrale in einer ehemaligen Klosterschule in der Rue Saint Maur im 11. Arrondissement in Paris bezogen. 2002, vor der Übernahme durch OTB, betrug der Umsatz von Maison Martin Margiela € 15 Mio.; 2009 waren es € 70 Mio. Hauptabsatzmarkt sind die USA, gefolgt von Frankreich und Italien. 60 % des Umsatzes entfällt auf Damenmode. Margiela-Mode ist im oberen Preissegment angesiedelt.
Ab 2006 war Maison Martin Margiela, wie zuvor bereits einige andere nicht-französische Modehersteller, korrespondierendes Mitglied des Modeverbands Chambre Syndicale de la Haute Couture und zeigt seither während der Pariser Haute Couture Modenschauen eine nicht-öffentliche Präsentation der eigenen Artisanal-Kollektion. Ende 2012 wurde dem Unternehmen von dem Verband der Vollmitgliedsstatus in der exklusiven Gemeinschaft der Haute Couture Modehäuser verliehen.
2009 wurde bekannt gegeben, dass Margiela das Unternehmen verlässt. Bis 2014 übernahm ein internes Design-Team, dessen Mitglieder größtenteils noch mit Margiela selbst zusammengearbeitet hatten, die Kreation der Kollektionen. Im Oktober 2014 ernannte Renzo Rosso den ehemaligen Dior-Designer John Galliano, den Rosso „unbestritten eines der größten Talente aller Zeiten“ nannte, zum Kreativdirektor von Maison Martin Margiela. Am 12. Januar 2015 zeigte Galliano nicht wie erwartet in Paris, sondern am Rande der Londoner Herrenmodewoche, seine erste Artisanal-Kollektion mit Haute Couture Mode für Maison Margiela.
Das erste Parfüm des Hauses, ein Unisex-Duft namens untitled (dt. ‚ohne Titel‘), wurde noch von Margiela selbst konzipiert und 2010 in Zusammenarbeit mit L’Oréal lanciert. 2012 brachte Diesel in Anlehnung an die Replica-Kleidungsstücke von Martin Margiela die Replica-Serie von Margiela-Parfüms als „Reproduktion von vertrauten Düften und Momenten aus unterschiedlichen Orten und Zeiträumen“ (engl. “reproduction of familiar scents and moments of varying locations and periods”) auf den Markt, von denen bis 2015 acht erschienen sind, sechs für Damen und zwei für Herren.
Mitte 2012 kündigte die schwedische Modekette H&M eine Zusammenarbeitet mit Maison Martin Margiela an, in deren Rahmen in den H&M-Filialen ab November 2012 Bekleidung und Accessoires von MMM angeboten wurden, die preislich weit unter den gängigen MMM-Preisen, aber deutlich über den sonstigen H&M-Preisen lagen.
2013 ging Maison Martin Margiela eine Partnerschaft mit Swarovski ein. Es entstand der Grand Crystalactite. Die avantgardistische Kollektion debütierte im Juli 2013 auf der Maison Martin Margiela Show.

## Kollektionen
Die einzelnen Kollektionen unterscheidet das Maison Margiela durch eine jeweils in einem schwarzen Kreis dargestellte schwarze Ziffer der Reihe 0 bis 23, wobei bislang nicht jede Ziffer besetzt ist. Diese Kennzeichnung findet sich seit 1997 auch in den im Kleidungsstück eingenähten weißen Etiketten wieder. Zuvor waren die Etiketten komplett weiß, wie es bis heute in der Laufsteg-Kollektion ("Defilé") für Damen erhalten blieb.
| Artisanal | Damen | Herren                                                           | Accessoires/Schuhe                                                                   | Weitere |
| --- | --- | ---------------------------------------------------------------- | ------------------------------------------------------------------------------------ | --- |
| - 0 – Artisanal Haute Couture Kollektion (im Pariser Atelier aus alten Stoffen/Materialien in geringer Stückzahl handgefertigte Maß-Kleidung für Damen und mitunter Herren, seit 1989) | - " " – Laufsteg-Kollektion (collection défilé) (ganz weißes Etikett, seit 1988, eigene Linie seit 2008) - 1 – Hauptkollektion (seit 1998, vormals weißes Etikett bis 2008 die Laufsteg-Kollektion ausgegliedert wurde) - 4 – Zweitlinie (seit 2004, nach dem Ausscheiden Margielas bei Hermès) - MM6 – Sportswear (Kleidung, Schuhe, Accessoires, seit 1997, bis 2004: 6) | - 10 – Hauptkollektion (seit 1998) - 14 – Zweitlinie (seit 2005) | - 11 – Accessoires (Damen/Herren, seit 2005) - 22 – Schuhe (Damen/Herren, seit 1998) | - 3 – Parfüm-Kollektion (seit 2010) - 8 – Brillenkollektion (seit 2008) - 12 – Schmuck-Kollektion (seit 2009) - 13 – Bücher, (Kunst-)Objekte, Kataloge, Magazine (seit 1998) |

Die Ziffer 20 im Kreis wurde für die Ausstellung anlässlich des 20-jährigen Firmenjubiläums 2008 verwendet.
Seit 1993 präsentierte Margiela jährlich ein mit Text versehenes, einfarbiges „AIDS-T-Shirt“, dessen Erlöse zu einem Teil der französischen Aids-Hilfe AIDES zugutekamen.